# Земская почта Переяславского уезда
Зе́мская по́чта Переясла́вского уе́зда — земская почта, организованная земской управой Переяславского уезда Полтавской губернии. Земская почта Переяславского уезда существовала с 1867 года. В уезде выпускались собственные земские почтовые марки.

## История почты
Петрозаводская уездная земская почта была открыта 01 января 1867 года. Пересылка почтовых отправлений осуществлялась из уездного центра (города Переяслава) в двух направлениях дважды в неделю. Оплата доставки частных почтовых отправлений с 1870 года производилась земскими почтовыми марками.

## Выпуски марок

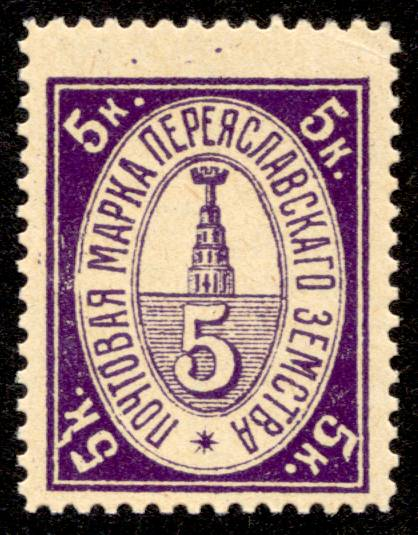
Марка Переяславской земской почты, 1915 г.

Введённые в обращение в 1870 году Переяславские земские почтовые марки были номиналом 3 копейки, с 1878 года — 5 копеек, с 1912 года — 3 и 5 копеек. Печать марок производилась в частных типографиях. На большинстве марок был изображён герб Переяславского уезда.
С 1907 года после реорганизации пересылка простых писем оплачивалась марками номиналом 5 копеек, почтовых карточек — номиналом 3 копейки, заказных писем — двумя марками по 5 копеек.

## Гашение марок
Гашение марок осуществлялось чернилами (перечеркиванием или указанием даты) и штемпелем круглой формы.